# Xóstie
Xóstie (en rus: Шостье) és un poble de l'óblast de Riazan, a Rússia, segons el cens del 2010 tenia 404 habitants.